# Lingua ievanica
La lingua ievanica, nota anche come giudeo-greca, era una lingua dei romanioti, gruppo di ebrei greci la cui presenza in Grecia è documentata sin dal periodo ellenistico. Il suo lignaggio linguistico deriva dalla koinè ellenistica e comprende elementi di ebraico. Era reciprocamente comprensibile con il greco della popolazione cristiana. I romanioti usavano l'alfabeto ebraico per scrivere testi greci e ievanici.
Il termine "ievanico" è un costrutto artificiale dalla parola biblica yāwān che si riferisce ai greci e alle terre che i greci abitavano. Il termine è una iperestensione della parola greca Ἰωνία ("Ionia" in italiano) che si riferisce ai greci più orientali.
Lo ievanico non è più parlato, per motivi che possono essere così riassunti:
- assimilazione delle piccole comunità romaniote con i più numerosi ebrei sefarditi di lingua giudeo-spagnola
- emigrazione di molti romanioti verso gli Stati Uniti e Israele
- uccisione di molti dei romanioti durante l'Olocausto
- adozione delle lingue maggioritarie tramite l'assimilazione[2]